# Teardrop-Anhänger

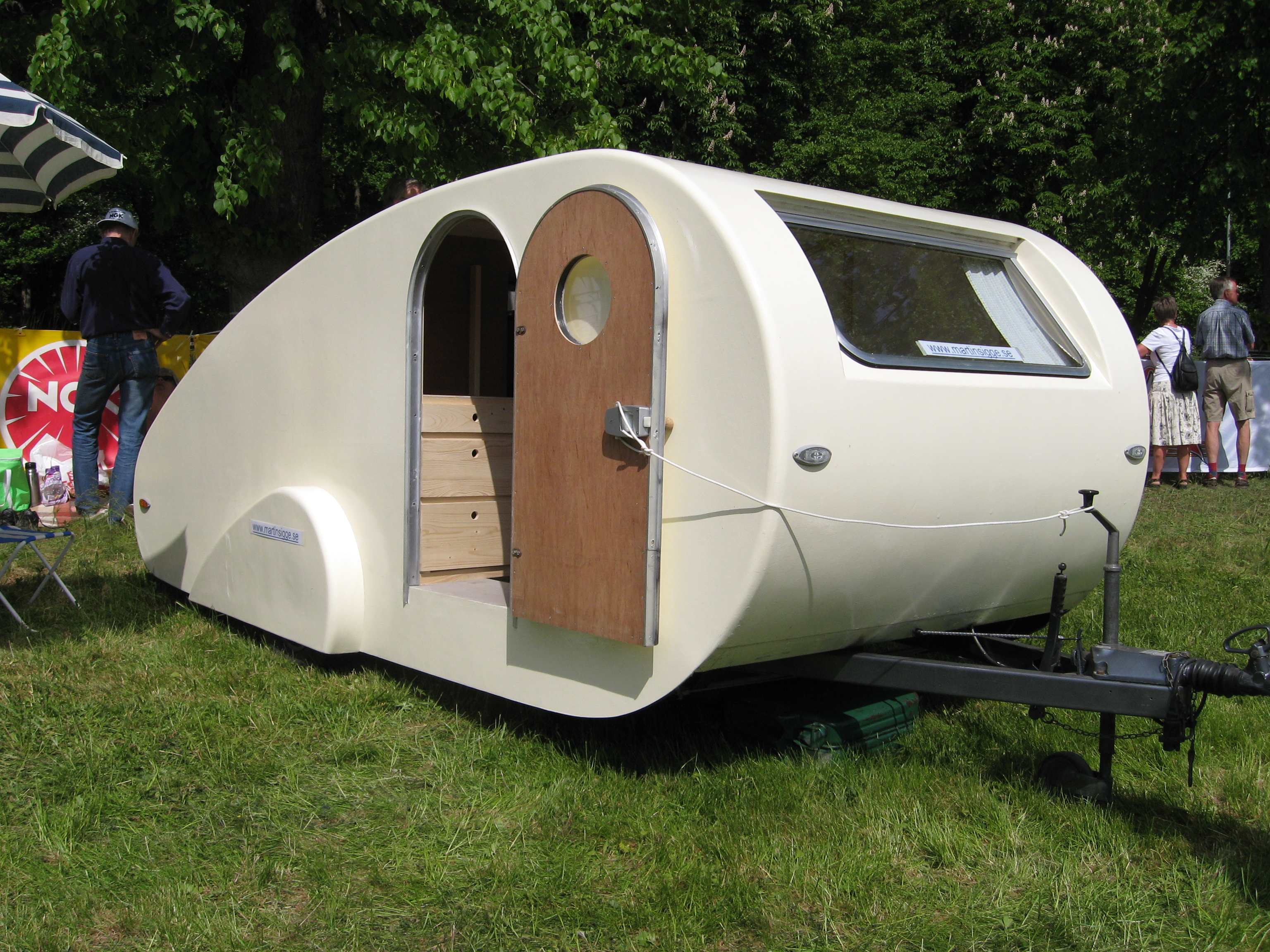
Tropfenform

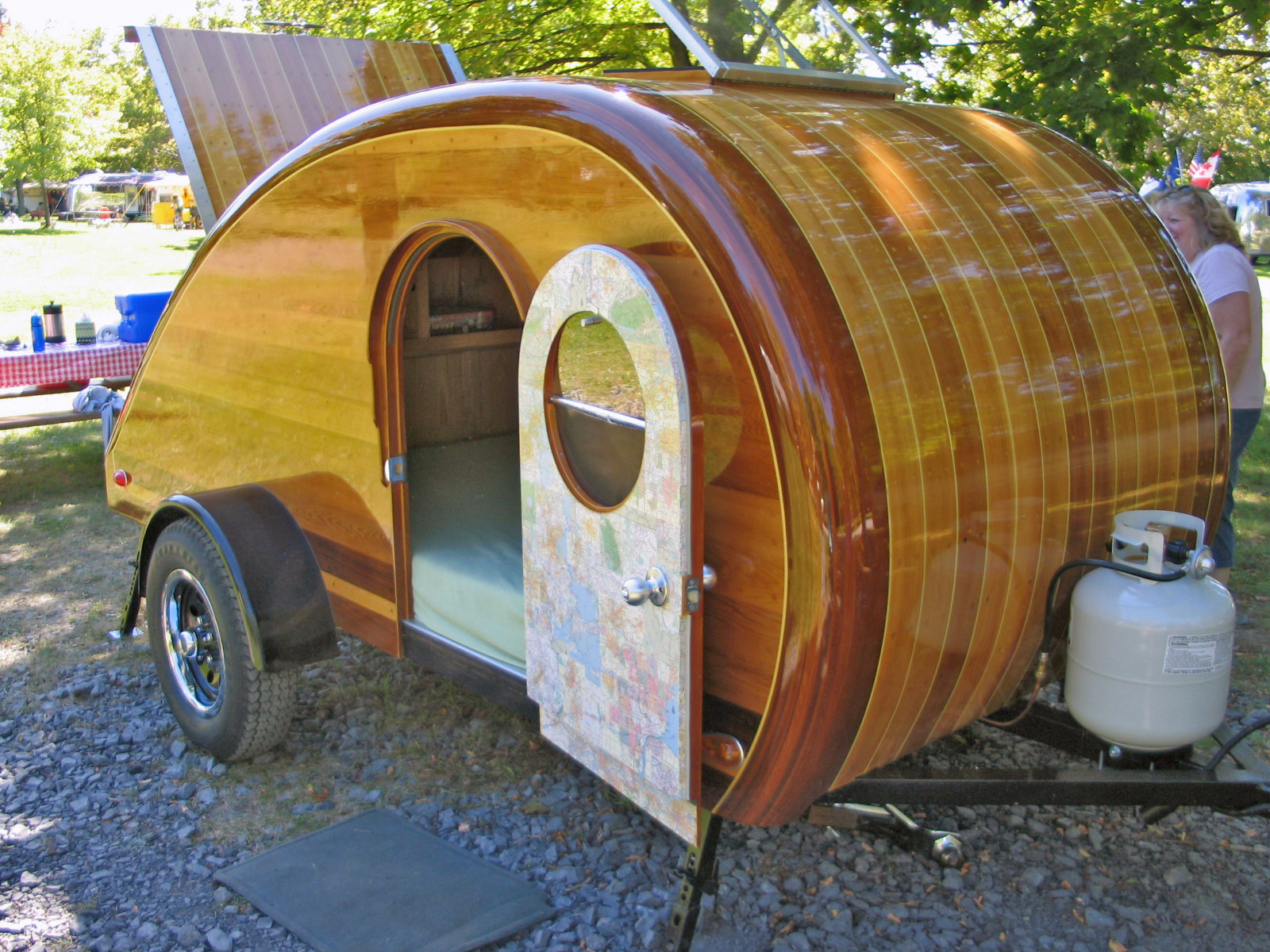
Eigenbau Teardrop-Anhänger

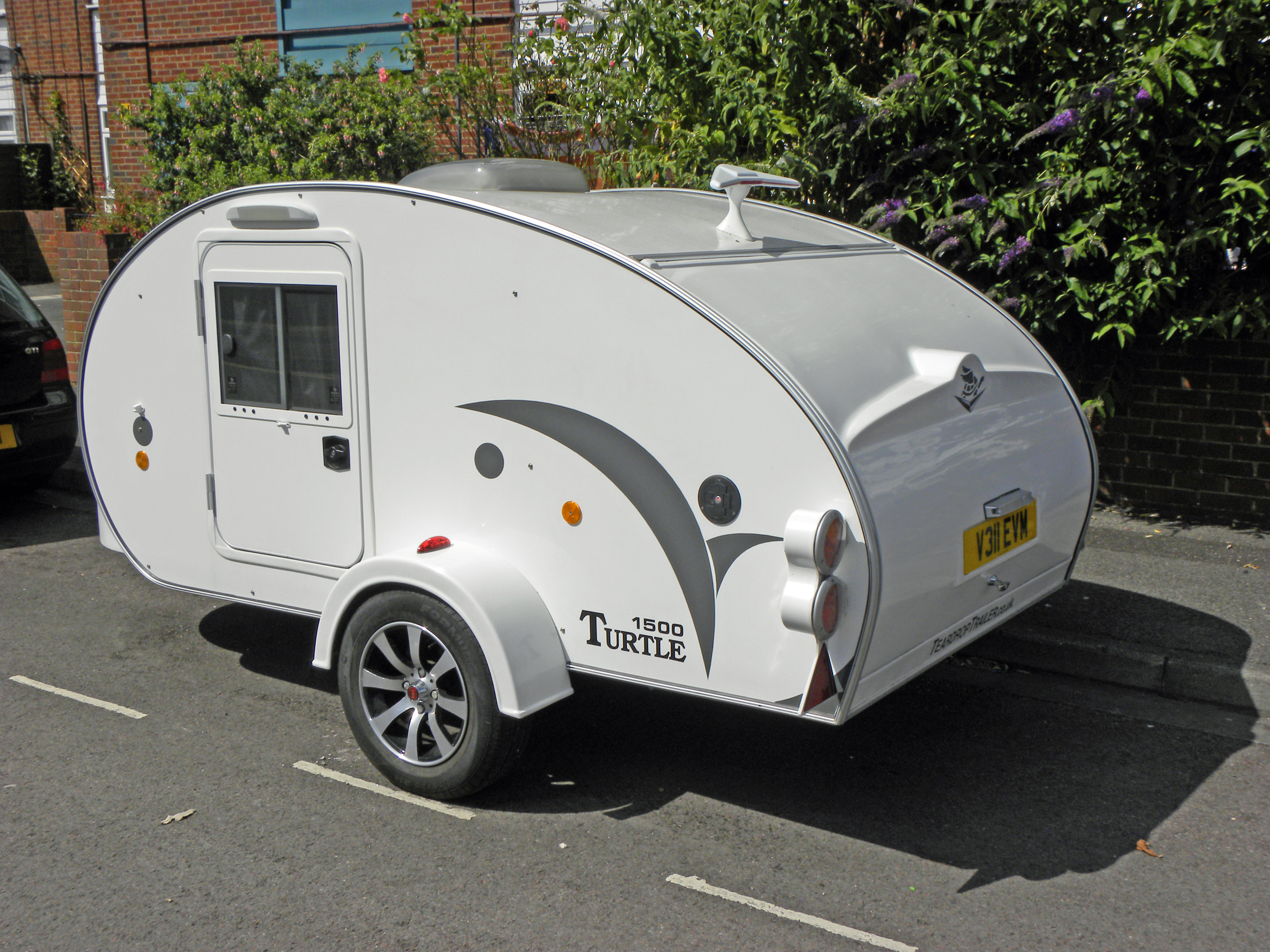
Moderner Kleinserienanhänger

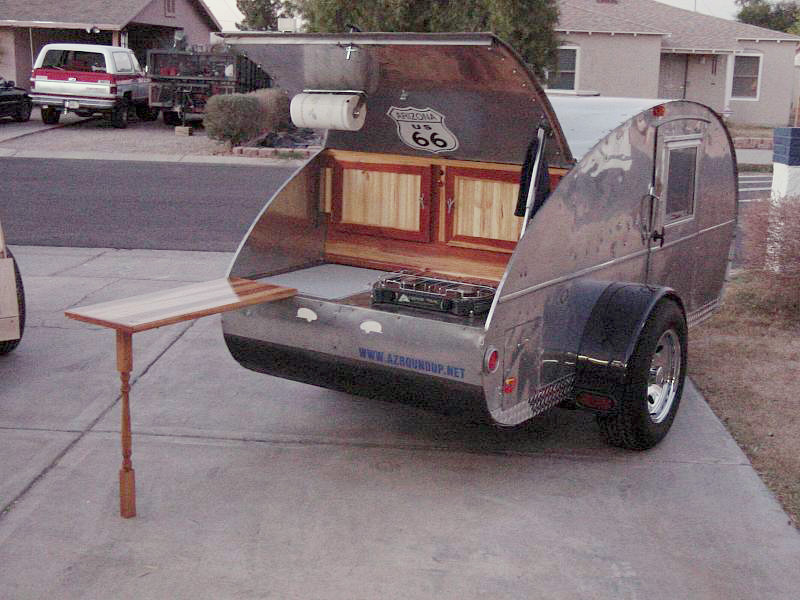
Außenküche im Heck

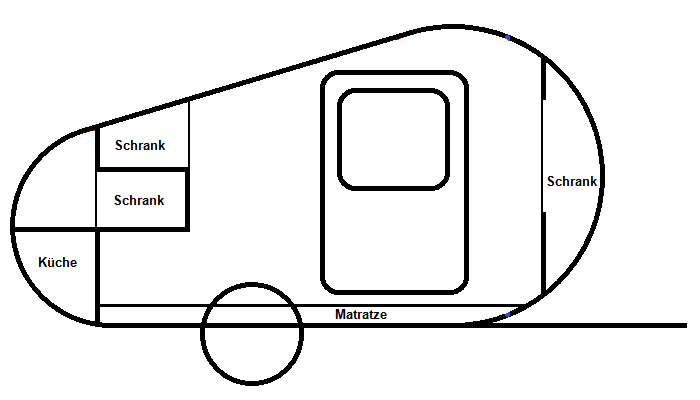
Beispielhafte Aufteilung eines Teardrop-Anhängers

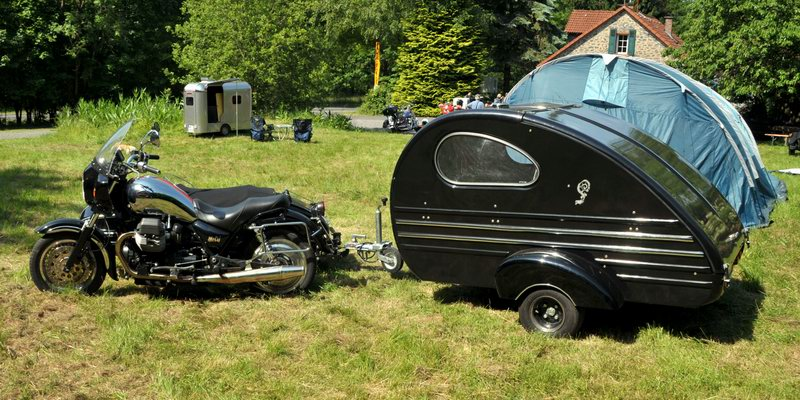
Deutscher Teardrop-Anhänger hinter Moto-Guzzi-Gespann

Ein Teardrop-Anhänger (in den USA und Kanada teardrop trailer, in Australien teardrop camper trailer) ist ein leichter, kleiner tropfenförmiger Wohnwagen, dessen Name sich von englisch teardrop für Träne ableitet. Diese Anhänger bieten keine Stehhöhe, nur Schlafplätze für zwei Erwachsene und haben meist eine einfache Außenküche unter der Heckklappe.

## Geschichte
Teardrop-Anhänger wurden in den 1930er-Jahren in den USA populär, als Magazine wie Mechanix Illustrated Pläne für den Selbstbau veröffentlichten. Die ersten Teardrop-Entwürfe nutzten die Standardgröße von Sperrholzplatten im Format 4 × 8 Fuß (ca. 1,22 × 2,44 m). In Deutschland wurde 1954 der Teardrop-Anhänger Piccolo der Münchener Firma Elektro Stahlbau vorgestellt; er wurde in kleinen Stückzahlen bis 1957 hergestellt. Auch Tabbert stellte etwa zu dieser Zeit den Ideal in dieser Form vor. In Nordamerika waren Teardrop-Anhänger bis in die Mitte der 1960er-Jahre sehr verbreitet und verschwanden dann nach und nach von den Campingplätzen. In der Mitte der 1990er-Jahre tauchten im Internet die alten Pläne wieder auf, viele Amerikaner bauten sich Anhänger für ihre Oldtimer oder Kleinwagen. In Deutschland baute 1993 Wilfried Moldenhauer zu seiner BMW Isetta einen kleinen Anhänger (Moldi 1), der später in Kleinserie (Moldi 2) gefertigt wurde. Seit der Jahrtausendwende boten immer mehr kommerzielle Anbieter fertige Teardrop-Anhänger an. Dabei werden inzwischen tropfenförmige Wohnwagen auch mit einer Gesamtlänge über fünf Meter angeboten.

## Aufbau
Ein Teardrop-Anhänger ist normalerweise zwischen 1,30 und 2,00 m breit, zwischen 2,60 und 4,30 m lang und 1,20 bis 1,50 m hoch. Die Kabine liegt tief zwischen den außenliegenden Rädern, die von Kotflügeln, oft im Oldtimerlook, abgedeckt werden. Weil das Gewicht meist unter 500 kg liegt, kann fast jedes Auto diese Anhänger legal ziehen und der zusätzliche Kraftstoffverbrauch fällt gering aus. Kleine Teardrops eignen sich sogar als Motorradanhänger, für die es in den USA keine Breitenbeschränkung gibt. Darüber hinaus verringert die geringe Höhe und die Form des Hecks den Luftwiderstand.
Das Fahrgestell ist bei Eigenbauprojekten meist ein einfacher Baumarktanhänger mit Starrachse und Blattfedern, der Aufbau wird oft aus Sperrholz- oder Aluminiumtafeln auf einem Holz- oder Alugerüst gebaut. Eine kleine Tür auf der einen Seite und gegenüber ein Fenster komplettieren das einfache Konzept.
Innen ist Raum für zwei Personen zum Schlafen und über dem Platz für die Füße auch Stauraum für Kleidung und Campingausrüstung. Auf der Rückseite befindet sich die Außenküche mit Kocher, Kühlbox und Schränken unter einer Heckklappe. Auch die Batterie für Licht und andere Stromverbraucher wird dort untergebracht. Manche Teardrop-Anhänger besitzen wie normale Wohnwagen auch einen Anschluss an das normale Stromnetz des Campingplatzes.

## Verbreitung
Manche Besitzer von Teardrop-Anhängern nehmen an organisierten Campingtreffen, sogenannten gatherings, teil und durch die Renaissance der teardrop trailer in den USA entdecken Camper und Selbstbauer auf der ganzen Welt wieder die Vorzüge des einfachen Campinglebens.